# Elofsonia baltica
Elofsonia baltica is een mosselkreeftjessoort uit de familie van de Loxoconchidae. De wetenschappelijke naam van de soort is voor het eerst geldig gepubliceerd in 1909 door Hirschmann.